# Säsong 4 av Teenage Mutant Ninja Turtles (1987)
Säsong 4 av Teenage Mutant Ninja Turtles (1987) är seriens fjärde säsong, och började sändas i syndikering den 10 september 1990, innan serien mitt under säsongen flyttades till CBS. De syndikerade avsnitten sändes på vardagarna, medan CBS-avsnitten sändes på lördagsmornarna. För att göra tittarna mer miljömedvetna sändes en serie kortfilmer, "Turtle Tips", mellan avsnitten.
Under säsongen är Teknodromen belägen på Vulkanasteroiden i Dimension X, efter att ha skickats iväg från Jorden i slutet av säsong 3. Senare under säsongen, i avsnittet "The Dimension X Story", får vulkanen på asteroiden ett utbrott, och begraver Teknodromens nedre delar i flytande lava.
Även avsnitten "Vacation in Europe" utspelar sig under denna säsong. 
Avsnitt 76 finns inte.

## Lista över avsnitt
| Nr |  | Titel                                       |  | Regissör  | Manus                        |  |  | Originalvisning                        |                  | TV-kod |  |  |
| --- |  | ------------------------------------------- |  | --------- | ---------------------------- |  |  | -------------------------------------- | ---------------- | ------ |  |  |
| 106 |  | "The Turtles and the Hare"                  |  | Bill Wolf | Misty Taggart                |  |  | 28 mars 1991                           |                  |        |  |  |

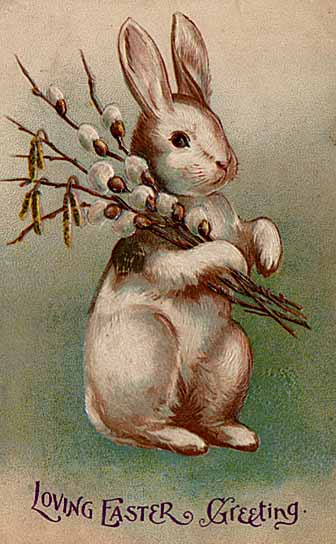
Figuren Hokum Hare, som medverkar i "The Turtles and the Hare" och "Once Upon a Time Machine", är baserad på Påskharen.

| Det är påsk och Krangs senaste plan är att skicka ut Bebop och Rocksteady, utklädda till påskharar, för att beskjuta människor med en stråle som gör dem "rädda som kaniner". Om det funkar planerar Krang att skicka och installera en mikrovågsöverföringsdisk och bestråla hela New York. De går till Channel 6 News-byggnaden, där en påskäggsjakt planeras. April ser Bebop och Rocksteady testa strålen, och anropar sköldpaddorna. För att stoppa dem måste sköldpaddorna leta upp en cyraniumkristall i "Sagodimensionen". Leonardo och Raphael anländer dit (genom Donatellos dimensionsport) och stöter på Hokum Hare från fabeln "Sköldpaddan och haren", som går med på att slå följa med dem. De överlistar jätten från "Jack och bönstjälken", fångar kristallen och klättrar ner från bönstjälken då Jack skär ner den. Leonardo, Raphael och Hokum återvänder till Jorden och, tillsammans med Donatello och Michelangelo stoppar de Shredder och Krang från att skicka ut strålen över hela Jorden. Hokum stannar kvar som påskhare på Channel 6 News under äggjakten. Titelreferens: The Tortoies and the Hare |  |                                             |  |           |                              |  |  |                                        |                  |        |  |  |
| 107 |  | "Once Upon a Time Machine"                  |  | Bill Wolf | Michael Maurer               |  |  | 29 mars 1991                           |                  |        |  |  |
| Hokum Hare upptäcker att Shredder har skaffat sig ett "tidståg" för att resa från nutiden (1991) till framtiden (2036), där han kan bli gangsterboss i ett samhälle där kriminaliteten försvunnit. Sköldpaddorna och Hokum Hare hoppar på tidståget, anländer till framtiden och stöter på sig själva som pensionärer. Shredder försöker besegra de äldre sköldpaddorna, och de yngre sköldpaddorna får träna upp de äldre inför striden. Titelreferens: Once upon a Time |  |                                             |  |           |                              |  |  |                                        |                  |        |  |  |
| 66 |  | "Plan 6 from Outer Space"                   |  | Bill Wolf | David Wise                   |  |  | 10 september 1990                      |                  |        |  |  |
| Teknodromen är i desperat behov av ny utrustning, och Shredder skickar Bebop och Rocksteady för att placera raketsteg under Channel 6-byggnaden, för att bryta loss den från grunden och skicka den genom en port till Dimension X. För att hålla sköldpaddorna upptagna skickar Shredder även en robot utklädd till Splinter. Titelreferens: Plan 9 from Outer Space |  |                                             |  |           |                              |  |  |                                        |                  |        |  |  |
| 67 |  | "Turtles of the Jungle"                     |  | Bill Wolf | Misty Taggart                |  |  | 11 september 1990                      |                  |        |  |  |
| Professor Willard W. Willards nya molekylintensifierare kan förstora levande väsen. När växter växer sig höga runtom i staden, och professorns apa Jocko förvandlas till en monsterapa, måste sköldpaddorna hindra honom från att förstöra hela staden. |  |                                             |  |           |                              |  |  |                                        |                  |        |  |  |
| 68 |  | "Michelangelo Toys Around"                  |  | Bill Wolf | Ted Pedersen, Francis Moss   |  |  | 12 september 1990                      |                  |        |  |  |
| Utklädd till leksakssköldpadda smugglar Michelangelo in sig till en leksaksmässa han vill besöka. Chefsdesigner Wilbur Weazell vid Tyler Toys har omprogrammerat företagets senaste leksak "Tyranno-Toy" till att förstöra för arbetsgivaren Mr. Tyler, så att Wilbur Weazell själv kan ta över företaget. När Michelangelo upptäcks av Mr. Tylers son Kevin, och förs till Tylers lantegendom, måste Michelangelo och Kevin tillsammans stoppa Wilbur Weazell. |  |                                             |  |           |                              |  |  |                                        |                  |        |  |  |
| 69 |  | "Peking Turtle"                             |  | Bill Wolf | Antonio Ortiz, Carmela Ortiz |  |  | 13 september 1990                      |                  |        |  |  |
| Med sin teknik försöker Krang få liv i en uråldrig kinesisk terrakottaarmé, och samtidigt med hjälp av en mystisk pärla återuppladda Teknodromen. |  |                                             |  |           |                              |  |  |                                        |                  |        |  |  |
| 70 |  | "Shredder's Mom"                            |  | Bill Wolf | Ted Pedersen, Francis Moss   |  |  | 14 september 1990                      |                  |        |  |  |
| Shredder tar sig till ett äldreboende i Fort Lauderdale i Florida och bjuder in sin pensionerade mor, Miyoko Saki, till Teknodromen. I Dimension X monterar Krang och Shredder upp en enorm spegel som reflekterar värme genom dimensionsporten, vilket får ödesdigra konsekvenser då Jorden upphettas så att världshaven börjar förångas och polarisarna smälter, medan Krang och Shredder tvingar världens ledare att kapitulera. Tillsammans med general Yogure ger sig sköldpaddorna av i en rymdfärja till Dimension X för att förstöra spegeln. Väl i Teknodromen har Miyoko Saki gillrat fällor för eventuella inkräktare, men luras själv in i en av general Yogure. Efter att spegeln förstörts återvänder Yogure och sköldpaddorna till Jorden medan Shredder skickar tillbaka sin mor till äldreboendet. |  |                                             |  |           |                              |  |  |                                        |                  |        |  |  |
| 71 |  | "Four Turtles and a Baby"                   |  | Bill Wolf | Misty Taggart                |  |  | 17 september 1990                      |                  |        |  |  |
| Då Neutrinernas planet angrips av General Traag skickar Neutrinerna Grizzla och Zenter sin nyfödda dotter Tribble till Jorden, där sköldpaddorna tar hand om henne. De upptäcker snart att Tribble har psykokinetisk förmåga, och anlitar April för att ta hand om henne. Strax därpå dyker Shredder upp och tar Grizzla och Zenter till fånga. Krang upptäcker att han inte kan erövra Neutrinernas planet så länge Tribble är fri, och skickar Shredder, Bebop och Rocksteady till Jorden för att hitta barnet. Då April tar hand om Tribble kallas hon tillbaka till sitt arbete, och hon tar med sig Tribble. Shredder ger sig snart tillsammans med Bebop och Rocksteady iväg för att kidnappa Tribble, men stoppas av sköldpaddorna. Samtidigt lyckas Zenter och Gizzla ta sig ur Teknodromen. Titelreferens: Three Men and a Baby |  |                                             |  |           |                              |  |  |                                        |                  |        |  |  |
| 72 |  | "Turtlemaniac"                              |  | Bill Wolf | Rowby Goren                  |  |  | 18 september 1990                      |                  |        |  |  |
| En galen samlare vid namn Monroe E. Flem samlar allt som har med de fyra mutantsköldpaddorna att göra, inklusive sköldpaddorna själva och April. Titelreferens: Lisztomania |  |                                             |  |           |                              |  |  |                                        |                  |        |  |  |
| 73 |  | "Rondo in New York"                         |  | Bill Wolf | Francis Moss, Ted Pedersen   |  |  | 19 september 1990                      |                  |        |  |  |
| Filmstjärnan Rondo kommer till staden. Samtidigt har studenten Oswald Dren skapat ett nytt, ovanligt, mutagen. Shredder stjäl mutagenet, och använder det för att skapa liv i döda objekt. |  |                                             |  |           |                              |  |  |                                        |                  |        |  |  |
| 74 |  | "Planet of the Turtles"                     |  | Bill Wolf | George Shea                  |  |  | 20 september 1990                      |                  |        |  |  |
| Shredder beger sig till en främmande planet där antromorfiska sköldpaddor är den dominerande arten, för att stjäla en energiprojektor. Väl där jagas han av Flying Turtlenecker Brothers, två fribrottare från samma planet, genom porten tillbaka till Teknodromen. Medan Krang och Shredder dränerar Jorden på energi för att återuppladda Teknodromen, blir Flying Turtlenecker Brothers övertalade att hjälpa honom i kampen mot sköldpaddorna. Titelreferens: Planet of the Apes |  |                                             |  |           |                              |  |  |                                        |                  |        |  |  |
| 75 |  | "Name That Toon"                            |  | Bill Wolf | Misty Taggart                |  |  | 21 september 1990                      |                  |        |  |  |
| Krang dyker upp i TV-rutan och meddelar att om Jordens ledare och folk inte ger honom energi till Teknodromen kommer han börja förstöra New York City med en apparat med mikrochip från en syntformad dator som Shredder hittade i ett främmande rymdskepp. Bebop och Rocksteady dumpar datorn genom dimensionsporten, och datorn hamnar på Jorden där den dyker upp i en andrahandsbutik. Samtidigt besöks butiken av Irma och hennes pojkvän Howie Hardy, en arbetslös låtskrivare, vilka köper datorn i tron att det är ett tangentinstrument. Snart noterar sköldpaddorna med hjälp av en detektor att något just dykt upp i andrahandsbutiken, men den anländer för sent. Datorn börjar spela musik av sig själv, och varken April, Irma eller Howie Hardy förstår att datorn stängt av Krangs apparat. Krang inser vad som skett, och skickar Shredder för att hitta datorn. Snart går Krangs apparat igång igen. Efter en strid i Howie Hardys lägenhet använder sig sköldpaddorna av Channel 6-sändaren för att stänga av Krangs apparat. Titelreferens: Name That Tune |  |                                             |  |           |                              |  |  |                                        |                  |        |  |  |
| 77 |  | "Menace, Maestro Please"                    |  | Bill Wolf | Martin Pasko                 |  |  | 24 september 1990                      |                  |        |  |  |
| Irmas pojkvän Howie Hardy har förvärvat ett operahus med målet att bygga om det till nattklubb. Snart ryktas det att operahuset hemsöks av en vålnad, som i själva verket är en utklädd Shredder, utklädd till fantom försöker han skrämma bort byggarbetarna. Från operahusets orgel kommer nämligen strålning, som Krang vill suga upp med sin energiackumulator, och återuppladda Teknodromen. Snart visar det sig att orgeln inte är någon orgel, utan ett utomjordiskt rymdskepp som tillhör Howie Hardys vän Eric (ERK) som i själva verket är en utomjording. ERK ger sig av från Jorden i rymdskeppet. |  |                                             |  |           |                              |  |  |                                        |                  |        |  |  |
| 78 |  | "Super Hero for a Day"                      |  | Bill Wolf | Francis Moss, Ted Pedersen   |  |  | 25 september 1990                      |                  |        |  |  |
| Den avdankade vardagshjälten Prylmannen, som en gång i tiden räddade människor i nödsituationer och stoppade brottslingar, försöker göra comeback genom att försöka rädda en grupp skolbarn från en skolbuss som kört av en bro. Bussen har blivit hängande vid en bro. Samtidigt monterar Shredder en signalförstärkare på stadens kraftverk så att Krang skall kunna transportera energin till Teknodromen och återuppladda den. Shredder iscensätter genom Bebop och Rocksteady ett rån, i ett försök att avleda sköldpaddornas uppmärksamhet, där Prylmannen skall framstå som hjälte. När sköldpaddorna insett att rånet var en avledning skyndar de till stadens sista kraftverk där Shredder tar dem tillfånga. Prylmannen inser att han blivit utnyttjad av Shredder och kommer till sköldpaddornas undsättning och tillsammans vänder de tillbaka på energiflödet. Titelreferens: King for a Day |  |                                             |  |           |                              |  |  |                                        |                  |        |  |  |
| 79 |  | "Back to the Egg"                           |  | Bill Wolf | Dennis Marks                 |  |  | 26 september 1990                      |                  |        |  |  |
| Krang uppfinner ett föryngringsmedel, och skickar Kapten Kroolik samt mutantcirkusdjuret Grillox, från Dimension X att leta efter sköldpaddorna och stoppa medlet i deras pizza. När Leonardo och Michelangelo får i sig medlet, måste Donatello och Raphael ta hand om dem. Titelreferens: Back to the Egg |  |                                             |  |           |                              |  |  |                                        |                  |        |  |  |
| 80 |  | "Son of Return of the Fly"                  |  | Bill Wolf | David Wise                   |  |  | 15 september 1990                      |                  |        |  |  |
| Baxter Stockman återvänder till Jorden med sin rymdskeppsdator, och söker hämnd genom att försöka gillra fällor för såväl sköldpaddorna som Shredder. |  |                                             |  |           |                              |  |  |                                        |                  |        |  |  |
| 81 |  | "Raphael Knocks 'em Dead"                   |  | Bill Wolf | Jack Mendelsohn              |  |  | 15 september 1990                      |                  |        |  |  |
| Gangsterbossen Pinky McFingers och Baxter Stockmans bror Barney kidnappar komiker och tvingar dem att läsa in skämt som sedan direktsänds över hela staden, så att invånarna börjar skratta hysteriskt, vilket gör det enklare för Pinky McFingers och hans hantlangare att begå en serie rån. Raphael ger sig ut för att undersöka. |  |                                             |  |           |                              |  |  |                                        |                  |        |  |  |
| 82 |  | "Bebop and Rocksteady Conquer the Universe" |  | Bill Wolf | David Wise                   |  |  | 22 september 1990                      |                  |        |  |  |
| Bebop och Rocksteady stjäl ett strålvapen som gör den som träffas rädd för allt. De beslutar sig för att med strålens hjälp ta över hela staden. Titelreferens: Flash Gordon Conquers the Universe |  |                                             |  |           |                              |  |  |                                        |                  |        |  |  |
| 83 |  | "Raphael Meets His Match"                   |  | Bill Wolf | Charles M. Howell IV         |  |  | 22 september 1990                      |                  |        |  |  |
| När Raphael vinner en biljett till en fest ombord på MacDonald Crumps yacht, måste han tillsammans med den ödlemutanten Mona Lisa stoppa hightechpiratkapten Filch. |  |                                             |  |           |                              |  |  |                                        |                  |        |  |  |
| 84 |  | "Slash: The Evil Turtle from Dimension X"   |  | Bill Wolf | David Wise                   |  |  | 22 september 1990                      |                  |        |  |  |
| Bebop och Rocksteady använder Krangs mutagen på Bebops husdjurssköldpadda Slash, och skickar honom till Jorden där han ställer till med problem för sköldpaddorna. Samtidigt försöker Fenton Q. Hackenbush, som arbetar för Donald J. Lofty, göra sig av med stadens avloppssystem, och sköldpaddornas gömställe riskerar att avslöjas. |  |                                             |  |           |                              |  |  |                                        |                  |        |  |  |
| 85 |  | "Leonardo Lightens Up"                      |  | Bill Wolf | Dan di Stefano               |  |  | 29 september 1990                      |                  |        |  |  |
| Splinter ger sig av, och lämnar sköldpaddorna hemma. Donatello, Michelangelo och Raphael tröttnar på Leonardos ledarstil, och ger honom en dos av Donatellos nya uppfinning, en stråle som kan förändra personligheten. Leonardo blir en partysnubbe. När en grupp kriminella musiker ledda av Maestro G. Cleff, som utför en serie rån genom att spela på extremt hög volym och riva ner väggar, härjar i staden måste Donatello, Michelangelo och Raphael leta reda på Leonardo och återställa honom till hans rätta jag. |  |                                             |  |           |                              |  |  |                                        |                  |        |  |  |
| 86 |  | "Were-Rats from Channel 6"                  |  | Bill Wolf | David Wise                   |  |  | 13 oktober 1990                        |                  |        |  |  |
| Råttkungen kommer åt en mutagenbehållare i avloppet, och tar Irma och Vernon till fånga, efter att ha muterat dem till råttor och hypnotiserat dem med sitt flöjtspel. |  |                                             |  |           |                              |  |  |                                        |                  |        |  |  |
| 87 |  | "Funny, They Shrunk Michaelangelo"          |  | Bill Wolf | Michael Edens                |  |  | 13 oktober 1990                        |                  |        |  |  |
| Michelangelo är ute på sin surfingbräda och surfar, när han sveps ut i hamnkvarteret. Samtidigt testar kapten Talbot Breech sin nya förminskningsstråle som han använder för att krympa fartyg som hämnd för att han fått sparken från amerikanska flottans akademi. Fartygen placeras i flaskor i hans hem. Michelangelo träffas av strålen, och krymps. När April och Vernon gör reportage från ett hangarfartyg, förminskas även de. Michelangelo lyckas dock fly, och kontakta övriga sköldpaddor som tillsammans besegrar Talbot Breech och återställer fartygen. Titelreferens: Honey, I Shrunk the Kids |  |                                             |  |           |                              |  |  |                                        |                  |        |  |  |
| 88 |  | "The Big Zipp Attack"                       |  | Bill Wolf | David Wise                   |  |  | 20 oktober 1990                        |                  |        |  |  |
| När Krang skall skicka Shredder, Bebop och Rocksteady till Jorden på jakt efter den ovanliga metallen Rigidium för att använda i reparationen av Teknodromen kraschar en meteorit innehållandes ett stort ägg mot Vulkanasteroiden. Ägget kläggs och ur hoppar en Zipp, en liten varelse som börjar äta upp diverse saker i Teknodromen. Krang skickar varelsen till Jorden i hopp om att den skall distrahera sköldpaddorna. Sköldpaddorna hittar Zippvarelsen i kloakerna, där den börjar äta allt den ser, och då upptäcker de att då varelsen äter något förökar den sig, och snart härjar en hel flock av dem i staden. Samtidigt spårar Shredder Rigidiummetallen till Loftyskrapan', där April och Irma befinner sig för att bevaka invigningen. Sköldpaddorna upptäcker att Zippvarelserna gillar choklad, och då de äter det minskar de i antal. Vid museet noterar Michelangelo att en Zippvarelse försvinner efter att ha ätit något mineral. Sköldpaddorna upptäcker att mineralet är Rigidium, en av de mest sällsynta metallerna på Jorden, och använder en gigantisk chokladkaka från en chokladfabrik. Då Zippvarelserna äter chokladkakan uppstår i stället en jätte-Zipp. Samtidigt anropar Irma sköldpaddorna från Lofty-skrapan och förklarar att Shredder håller henne och April gisslan, och försöker skära ner en bit Rigidium från skyskrapan. Sköldpaddorna och Zippvarelsen beger sig dit innan Shredder hinner sticka med metallen till Dimension X. Sköldpaddorna ger metallen till Zippvarelsen, som krymper till normal storlek, och följer Shredder, Bebop och Rocksteady genom porten till Dimension X. |  |                                             |  |           |                              |  |  |                                        |                  |        |  |  |
| 89 |  | "Donatello Makes Time"                      |  | Bill Wolf | Dennis Marks                 |  |  | 20 oktober 1990                        |                  |        |  |  |
| Professor Lloyd Cycloyd, en galen vetenskapsman på rymmen från myndigheterna, råkar upptäcka sköldpaddornas gömställe. Han noterar att Donatello just uppfunnit en apparat som för en stund kan stoppa tiden för den som träffats. Professorn stjäl apparaten, och använder den för att begå en serie rån. |  |                                             |  |           |                              |  |  |                                        |                  |        |  |  |
| 90 |  | "Farewell, Lotus Blossom"                   |  | Bill Wolf | David Wise                   |  |  | 27 oktober 1990                        |                  |        |  |  |
| På väg till biografen räddar sköldpaddorna Chakahachis urna från två tjuvar. Snart släpps dock Chakahachis ande lös. |  |                                             |  |           |                              |  |  |                                        |                  |        |  |  |
| 91 |  | "Rebel Without a Fin"                       |  | Bill Wolf | Michael Reaves               |  |  | 27 oktober 1990                        |                  |        |  |  |
| Dr Polidorius, en vetenskapsman som planerar att mutera alla människor till vattenvarelser, skapar mutanten Ray. Polidorius kidnappar sedan April, och muterar henne till en fiskkvinna. Titelreferens: Rebel Without a Cause |  |                                             |  |           |                              |  |  |                                        |                  |        |  |  |
| 92 |  | "The Adventures of Rhino-Man"               |  | Bill Wolf | David Wise                   |  |  | 3 oktober 1990                         |                  |        |  |  |
| Bebop och Rocksteady uppträder som hjältar, för att vinna en tävling utlyst av en Texasmiljardär där förstapriset är en diamant som Krang kan använda för att generera energi till Teknodromen. Snart visar sig tävlingen vara iscensatt för att avleda misstankar om J. Gordon Hungerdungers verkliga plan, att förgifta stadens dricksvatten och göra invånarna till zombies. Sköldpaddorna måste ta sig till J. Gordon Hungerdungers herrgård och tillintetgöra hans planer. |  |                                             |  |           |                              |  |  |                                        |                  |        |  |  |
| 93 |  | "Michaelangelo Meets Bugman"                |  | Bill Wolf | Dennis Marks                 |  |  | 3 november 1990                        |                  |        |  |  |
| Michelangelo möter sin favoritseriesuperhjälte Bugman (Brick Bradley) avloppen, och tillsammans bekämpar de Bugmans ärkefiende Electrozapper. |  |                                             |  |           |                              |  |  |                                        |                  |        |  |  |
| 94 |  | "Poor Little Rich Turtle"                   |  | Bill Wolf | David Wise                   |  |  | 10 november 1990                       |                  |        |  |  |
| Krang skickar Bebop och Rocksteady till Jorden för att kidnappa den 15-åriga flickan Buffy Shellhammer, som trots sin ungdom redan blivit VD för företaget Shellhammer Chemicals. Buffy känner till den hemliga formeln för ett superraketbränsle som Krang försöker använda för att få fart på Teknodromen igen. Michelangelo förälskar sig i Buffy då han ser henne på TV med April, och övertalar övriga sköldpaddor att bege sig till hennes släkts herrgård. Då sköldpaddorna anländer dyker även Bebop och Rocksteady upp. Sköldpaddorna räddar Buffy, och tar henne till Aprils lägenhet medan de funderar på varför Shredder vill åt henne. Bebop och Rocksteady följer sköldpaddorna till Aprils lägenhet och kidnappar Buffy, som förs till Teknodromen. I Teknodromen försöker Shredder övertala Buffy att säga formeln, men misslyckas. Han använder då en apparat som krymper henne, och säger att sådan kommer hon förbli tills hon ger honom formeln. På Jorden försöker sköldpaddorna genom Aprils hjälp lista ut varför Krang och Shredder är ute efter henne. Då de inser att hon är i fara ser de ingen utväg, eftersom Donatellos dimensionsport inte fungerar. Buffy lyckas däremot kontakta sköldpaddorna från Teknodromen, och för dem till Dimension X. Shredder lyckas få Buffy att förklara en formel, genom att hota Buffy att förinta sköldpaddorna. Hon ger Shredder en formel, och sköldpaddorna gör Buffy normal igen, varefter de alla fem återvänder till Jorden. När Krang försöker använda Buffys formel visar det sig vara fel formel, eftersom hon nämnde den för fyrverkeri och inte raketbränsle. Titelreferens: The Poor Little Rich Girl |  |                                             |  |           |                              |  |  |                                        |                  |        |  |  |
| 95 |  | "What's Michaelangelo Good For?"            |  | Bill Wolf | Ted Pedersen, Francis Moss   |  |  | 10 november 1990                       |                  |        |  |  |
| När Donatello, Leonardo och Michelangelo blir bortförda av en galen vetenskapsman, Dr Lesseau, och förs av hans robotar till en ö ditt flera djur från djurparken förts måste Michelangelo tillsammans med Dr. Jane Goodfellow och Michelangelos duva Pete stoppa honom. |  |                                             |  |           |                              |  |  |                                        |                  |        |  |  |
| 96 |  | "The Dimension X Story"                     |  | Bill Wolf | David Wise                   |  |  | 8 september 1990                       |                  |        |  |  |
| Shredder skickar ut ett meddelande från Dimension X, och ber sköldpaddorna att möta honom vid södra soptippen. Shredder planerar där att använda en teleporter för att transportera dem till Teknodromen. April och Vernon hör Shredders meddelande via TV och beger sig dit för att filma. Teleportern tar med sig Michelangelo och Raphael, samt April, Irma och Vernon. Vid ankomsten till Dimension X lyckas Michaelangelo, Raphael, April, Irma och Vernon fly från Teknodromen, då Neutrinerna dyker upp och hjälper dem. På Jorden försöker Donatello, tillsammans med Leonardo, få igång sin dimensionsport, vilket kräver att de smyger in på Channel 6 för att "låna" en transformator. I Dimension X för Neutrinerna tillbaka Michelangelo och Raphael till Teknodromen, för att komma åt dimensionsporten. Vernon, som tävlar med April om bästa story, stjäl Aprils kamera och lämnar Teknodromen. Michelangelo och Raphael kontaktar Donatello och Leonardo för att meddela att de är redo att återvända hem. April meddelar att Vernon är borta, och Donatello säger åt dem att skynda sig innan dimensionsporten stängs. Samtidigt upptäcker Krang att Teknodromen fastnat bredvid en stor vulkan, och med rätt dos sprängämnen skulle de kunna få igång Teknodromen igen. Michelangelo, Raphael, April, Irma och Neutrinerna hittar Vernon, som de räddar innan han åker på stryk, och återvänder till Teknodromen. De upptäcker Krangs sprängämnen och ställer om dem. Donatello för Michelangelo, Raphael, April, Irma tillbaka till Jorden innan sprängämnena aktiveras och dimensionsporten stängs. I Dimension X får vulkanen utbrott, men tack vare sköldpaddorna omintetgörs Krangs planer, och i stället omfattas bara de nedre delarna, innan Teknodromen fastnar ännu närmare vulkanen.                                                    |  |                                             |  |           |                              |  |  |                                        |                  |        |  |  |
| 97 |  | "Donatello's Degree"                        |  | Bill Wolf | Jack Mendelsohn              |  |  | 8 september 1990                       |                  |        |  |  |
| Donatello tar en examen via Sophouniversitets distansutbildning, men misstas för att vara en flicka, och ber Irma att föreställa honom. De tar tåget ut till landsbygden, och snart visar det sig att Professor Philo Sopho planerar att förstöra allt liv på Jorden genom att försöka påverka Jordrotationen (medan professorn planerar att gömma sig i sin källare). |  |                                             |  |           |                              |  |  |                                        |                  |        |  |  |
| 98 |  | "The Big Cufflink Caper!"                   |  | Bill Wolf | David Wise                   |  |  | 14 september 1990 (bästa sändningstid) | 17 november 1990 |        |  |  |
| Då sköldpaddorna får reda på att Big Louies gäng stjäl manschettknappar i New York blir de nyfikna på vad som sker, och klär ut sig till gangsters. Big Louie går på det, och berättar för dem att en "viss person" är villig att betala pengar för Cathay-manschettknapparna, vilken sköldpaddorna ännu inte vet är Shredder. Ett gammalt kinesiskt sprängämne finns dolt i en av manschettknapparna, vilket Shredder tänker använda för att frigöra Teknodromen. Efter en strid med Big Louies gangsterrivaler, Beaver Cleaver och Wally Cleaver, leder spaningarna dem till Pietro Calzoni, som har en mycket stor samling manschettknappar, och sköldpaddorna antar att om någon har Cathay-manschettknappen så är det han. April och Irma, som själva undersöker saken, får samma idé och dyker upp i Pietro Calzonis herrgård samtidigt. Sköldpaddorna ber April och Irma att vänta utanför, då både Big Louie och Shredder dyker upp. Sköldpaddorna kommer över manschettknapparna och beger sig till en pizzeria för att där diskutera vad de skall göra med sprängämnet. Samtidigt kastas en burk genom pizzeriafönstret, med ett meddelande till sköldpaddorna där de ombes att möta Shredder och Big Louie vid en godisfabrik om de vill se April och Irma igen. Då sköldpaddorna anländer kastar Donatello en av manschettknapparna i ett godiskar. Medan Bebop och Rocksteady letar efter knapparna slåss sköldpaddorna mot Shredder och Big Louie samt räddar April och Irma. Bebop och Rocksteady hittar manschettknappen och flyr med Shredder till Dimension X. Krang tror inte att sköldpaddorna skulle vara så dumma att de gav honom rätt manschettknapp, och får Shredder att kasta ut den. Men Krang har fel, manschettknappen är den rätta, men den visar sig vara för gammal för att ge sprängämnet rätt effekt. Titelreferens: The Big Caper |  |                                             |  |           |                              |  |  |                                        |                  |        |  |  |
| 99 |  | "Leonardo VS Tempestra"                     |  | Bill Wolf | Misty Taggart                |  |  | 17 november 1990                       |                  |        |  |  |
| Genom en olycka träffas en arkadhall av ett blixtnedslag, och snart kommer TV-spelsfiguren från spelet "Tempestra's Revenge" till liv. Leonardo måste stoppa Tempestra, som översvämmar avloppen och fångar övriga sköldpaddor i gömstället. |  |                                             |  |           |                              |  |  |                                        |                  |        |  |  |
| 100 |  | "Splinter Vanishes"                         |  | Bill Wolf | Francis Moss, Ted Pedersen   |  |  | 24 november 1990                       |                  |        |  |  |
| Sköldpaddorna upptäcker att Splinter lämnat dem. På ett videoband berättar han för sköldpaddorna att han lärt dem allt, och det är dags för dem att lämna kloakerna och gå sina skilda vägar. Michelangelo börjar göra matlagningsprogram, Leonardo leder en motionsklubb, Raphael uppträder på födelsedagskalas och Donatello arbetar i en verkstad. I kloakerna upptäcker Råttkungen att sköldpaddorna gått skilda vägar, och tillsammans med Leatherhead försöker han ta över staden. De planerar att skapa en armé av robotråttor och androidalligatorer. Fastän sköldpaddorna flyttat vill Leatherhead göra sig av med dem en gång för alla. De tar alla sköldpaddor utom Leonardo tillfånga. Då Leonardo slåss mot Leatherhead faller han ner i kloakerna. Leatherhead tror att Leonardo dör, och tittar inte efter. April letar efter Michelangelo, och upptäcker att Råttkungen och Leatherhead är ute efter sköldpaddorna. April följer Leatherhead till hans gömställe, där Michelangelo, Donatello och Raphael är bundna. Hon upptäcks, men räddas av Splinter, som i hemlighet följt henne för att se vad sköldpaddorna gjorde. Leonardo dyker upp och befriar övriga sköldpaddor. Råttkungen och Leatherhead skickar sina robotarna efter dem. April och Splinter anländer, och tillsammans besegrar de robotarna medan Råttkungen och Leatherhead flyr, och Splinter förklarar att han lämnade sköldpaddorna då han anade trubbel med Råttkungen och Leatherhead. Han trodde att om Råttkungen och Leatherhead trodde att sköldpaddorna splittrats skulle de verkligen försöka överta New York. Planen fungerade.. |  |                                             |  |           |                              |  |  |                                        |                  |        |  |  |
| 101 |  | "Raphael Drives 'em Wild"                   |  | Bill Wolf | Misty Taggart                |  |  | 24 november 1990                       |                  |        |  |  |
| En stråle från en maskin som kan få två personer att byta kropp, gör att Raphael byter kropp med taxiföraren Oscar. Snart vill brottslingarna Mr. Big och Little Huey åt maskinen för att kidnappa Vadeems premiärminister. |  |                                             |  |           |                              |  |  |                                        |                  |        |  |  |
| 102 |  | "Beyond the Donatello Nebula"               |  | Bill Wolf | Dennis O'Flaherty            |  |  | 1 december 1990                        |                  |        |  |  |
| Donatello får kontakt med Algernon, en ödleliknande varelse från en planet i "Sköldpaddsnebulosan". Algernon kommer till Jorden i sitt rymdskepp, och tillsammans med Donatello besegrar de gangsterbossen Hostile Hiram Grelch som hotar att ta över alla TV-stationer i New York City. |  |                                             |  |           |                              |  |  |                                        |                  |        |  |  |
| 103 |  | "Big Bug Blunder"                           |  | Bill Wolf | Michael Reeves               |  |  | 1 december 1990                        |                  |        |  |  |
| Då Bebop och Rocksteady förstör Krangs arbete med ett mutagen landar en fluga i behållaren, och växer i storlek. Bebop och Rocksteady skickar flugan till Jorden, medan Krang och Shredder belsutar sig för att mutera insekter. Djingis Groda besöker samtidigt New York och börjar jaga den stora flugan, medan sköldpaddorna ser det hela i Aprils TV-reportage och ger sig av. I Dimension X använder Krang och Shredder mutagenet på tre insekter som skickas till Jorden, medan de själva letar upp en myrstack där de kan förstora myror. En jättegeting bygger sitt bo på Channel 6-byggnaden medan en stor skorpion anfaller sköldpaddorna och Djingis Groda. Då de stoppat skorpion anropar April dem, och ber om hjälp. Getingen anfaller dem. Shredder, Bebop och Rocksteady anländer till Jorden och hittar en myrstack. Shredder råkar tappa mutagenet på en myra, som anfaller dem. De lyckas dock fly från myran och återvända till myrstacken. Sköldpaddorna, April och Djingis Groda försöker fösa ihop insekterna, men vet inte var de skall göra förrän de får syn på Shredder, Bebop och Rocksteady. De lurar insekterna i samma riktning, och Shredder ber Krang att öppna dimensionsporten, genom vilken alla insekter de förstorat också hinner slinka igenom. |  |                                             |  |           |                              |  |  |                                        |                  |        |  |  |
| 104 |  | "The Foot Soldiers Are Revolting"           |  | Bill Wolf | Michael Reaves               |  |  | 8 december 1990                        |                  |        |  |  |
| Då Bebop och Rocksteady återigen misslyckats avskedar Shredder dem och ersätter dem med en intelligent fotsoldat, Alpha 1. Datakrångel, orsakat av Bebop och Rocksteady, saboterar huvuddatorn medan Krang programmerar Alpha 1, som blir intelligentare än Krang och Shredder tillsammans. Alpha 1 vill inte slåss på Krangs och sida, och skickar ut dem i rymden i en rymdkapsel, och planerar att göra samma sak med Bebop och Rocksteady, men då de berättar för honom var han kan finna en vågmodulator ger han efter, och låter dem följa honom. Alpha 1 planerar att skicka alla människor till Dimension X så han och hans robotar kan kontrollera Jorden Sköldpaddorna letar efter vågmodulatorn i kloakerna, och då de hittar den dyker Alpha 1 upp med fotsoldaterna, Bebop och Rocksteady. Alpha 1 tar vågmodulatorn och återvänder till Dimension X utan Bebop och Rocksteady, vilka i stället beslutar sig för att hjälpa sköldpaddorna. Då sköldpaddorna går upp på gatan upptäcker de att Alpha 1 använder en apparat för att transportera alla organiska livsformer till Dimension X. Samtidigt i Dimension X lyckas Krang och Shredder återvända till Teknodromen, där de upptäcker alla människor sm Alpha 1 skickat dit. De börjar omedelbart skicka tillbaka dem till Jorden. Alpha 1 blir då distraherad, och tar vågmodulatorn från apparaten. Sköldpaddorna använder den för att skicka Alpha 1 till okänd plats, och Bebop och Rocksteady tillbaka till Dimension X. |  |                                             |  |           |                              |  |  |                                        |                  |        |  |  |
| 105 |  | "Unidentified Flying Leonardo"              |  | Bill Wolf | Sean Roche                   |  |  | 8 december 1990                        |                  |        |  |  |
| Det ryktats att utomjordingar siktats i den lantliga staden High Falls i Upstate New York. Leonardo följer efter. Vid ankomsten stöter de på reportern Scoop Oliver, som är skeptisk till observationen. Leonardo misstas för att vara utomjording av Billy Jim Bob. Snart visar det sig att det hela handlar om en helikopter, och allting är iscensatt av Dr. Davens för att avleda från hans planer. Dr. Daven använder sig nämligen av en förstoringsstråle som kan förstora grödorna så han kan sälja dem och tjäna grova pengar. Titelreferens: Unidentified Flying Object |  |                                             |  |           |                              |  |  |                                        |                  |        |  |  |

### Fotnoter
1. ↑  Mark Pellegrini (12 september 2013). ”Teenage Mutant Ninja Turtles (1987) Season 4 Part 1 Review” (på engelska). Adventures in Poor Taste. Arkiverad från originalet den 5 mars 2016. https://web.archive.org/web/20160305183201/http://www.adventuresinpoortaste.com/2013/09/12/teenage-mutant-ninja-turtles-1987-season-4-part-1-review/. Läst 10 december 2015.
2. ↑  Mark Pellegrini (10 april 2014). ”Teenage Mutant Ninja Turtles (1987) Season 4 Part 6 Review” (på engelska). Adventures in Poor Taste. Arkiverad från originalet den 5 mars 2016. https://web.archive.org/web/20160305183337/http://www.adventuresinpoortaste.com/2014/04/10/teenage-mutant-ninja-turtles-1987-season-4-part-6-review/. Läst 14 december 2015.
3. ↑  Mark Pellegrini (21 augusti 2015). ”Teenage Mutant Ninja Turtles (1987) Season 7, Part 1 Review”. Adventures in Poor Taste. Arkiverad från originalet den 22 december 2015. https://web.archive.org/web/20151222234557/http://www.adventuresinpoortaste.com/2015/08/21/teenage-mutant-ninja-turtles-1987-season-7-part-1-review/. Läst 10 december 2015.
4. ↑   "Master Splinter" (3 mars 2012). ”1990 Original Fred Wolf Series – Episode 076” (på engelska). Mutant Ooze. http://mutantooze.org/wiki/1990-original-fred-wolf-series-episode-076-missing/. Läst 14 december 2015.
5. ↑  "Master Splinter" (6 mars 2012). ”1991 Original Fred Wolf Series – Episode 106 (The Turtles and the Hare)” (på engelska). Mutant Ooze. http://mutantooze.org/wiki/1991-original-fred-wolf-series-episode-106-the-turtles-and-the-hare/. Läst 14 december 2015.
6. ↑  "Master Splinter" (6 mars 2012). ”1991 Original Fred Wolf Series – Episode 107 (Once Upon a Time Machine)” (på engelska). Mutant Ooze. http://mutantooze.org/wiki/1991-original-fred-wolf-series-episode-106-the-turtles-and-the-hare/. Läst 14 december 2015.
7. ↑  "Master Splinter" (3 mars 2012). ”1990 Original Fred Wolf Series – Episode 066 (Plan 6 from Outer Space)” (på engelska). Mutant Ooze. http://mutantooze.org/wiki/1990-original-fred-wolf-series-episode-066-plan-six-from-outer-space/. Läst 14 december 2015.
8. ↑  "Master Splinter" (3 mars 2012). ”1990 Original Fred Wolf Series – Episode 067 (Turtles of the Jungle)” (på engelska). Mutant Ooze. http://mutantooze.org/wiki/1990-original-fred-wolf-series-episode-067-turtles-of-the-jungle/. Läst 14 december 2015.
9. ↑  "Master Splinter" (3 mars 2012). ”1990 Original Fred Wolf Series – Episode 068 (Michaelangelo Toys Around)” (på engelska). Mutant Ooze. http://mutantooze.org/wiki/1990-original-fred-wolf-series-episode-068-michaelangelo-toys-around/. Läst 14 december 2015.
10. ↑  "Master Splinter" (3 mars 2012). ”1990 Original Fred Wolf Series – Episode 069 (Peking Turtle)” (på engelska). Mutant Ooze. http://mutantooze.org/wiki/1990-original-fred-wolf-series-episode-069-peking-turtles/. Läst 14 december 2015.
11. ↑  "Master Splinter" (3 mars 2012). ”1990 Original Fred Wolf Series – Episode 070 (Shredder's Mom)” (på engelska). Mutant Ooze. http://mutantooze.org/wiki/1990-original-fred-wolf-series-episode-070-shredders-mom/. Läst 14 december 2015.
12. ↑  "Master Splinter" (3 mars 2012). ”1990 Original Fred Wolf Series – Episode 071 (Four Turtles and a Baby)” (på engelska). Mutant Ooze. http://mutantooze.org/wiki/1990-original-fred-wolf-series-episode-071-four-turtles-a-baby/. Läst 14 december 2015.
13. ↑  "Master Splinter" (3 mars 2012). ”1990 Original Fred Wolf Series – Episode 072 (Turtlemaniac)” (på engelska). Mutant Ooze. http://mutantooze.org/wiki/1990-original-fred-wolf-series-episode-072-turtlemaniac/. Läst 14 december 2015.
14. ↑  "Master Splinter" (3 mars 2012). ”1990 Original Fred Wolf Series – Episode 073 (Rondo in New York)” (på engelska). Mutant Ooze. http://mutantooze.org/wiki/1990-original-fred-wolf-series-episode-073-rondo-in-new-york/. Läst 14 december 2015.
15. ↑  "Master Splinter" (3 mars 2012). ”1990 Original Fred Wolf Series – Episode 074 (Planet of the Turtles)” (på engelska). Mutant Ooze. http://mutantooze.org/wiki/1990-original-fred-wolf-series-episode-074-planet-of-the-turtles/. Läst 14 december 2015.
16. ↑  "Master Splinter" (3 mars 2012). ”1990 Original Fred Wolf Series – Episode 075 (Name That Toon)” (på engelska). Mutant Ooze. http://mutantooze.org/wiki/1990-original-fred-wolf-series-episode-075-name-that-toon/. Läst 14 december 2015.
17. ↑  "Master Splinter" (3 mars 2012). ”1990 Original Fred Wolf Series – Episode 077 (Menace, Maestro Please)” (på engelska). Mutant Ooze. http://mutantooze.org/wiki/1990-original-fred-wolf-series-episode-077-menace-maestro-please/. Läst 14 december 2015.
18. ↑  "Master Splinter" (3 mars 2012). ”1990 Original Fred Wolf Series – Episode 078 (Super Hero for a Day)” (på engelska). Mutant Ooze. http://mutantooze.org/wiki/1990-original-fred-wolf-series-episode-078-super-hero-for-a-day/. Läst 14 december 2015.
19. ↑  "Master Splinter" (3 mars 2012). ”1990 Original Fred Wolf Series – Episode 079 (Back to the Egg)” (på engelska). Mutant Ooze. http://mutantooze.org/wiki/1990-original-fred-wolf-series-episode-079-back-to-the-egg/. Läst 14 december 2015.
20. ↑  "Master Splinter" (3 mars 2012). ”1990 Original Fred Wolf Series – Episode 080 (Son of Return of the Fly)” (på engelska). Mutant Ooze. http://mutantooze.org/wiki/1990-original-fred-wolf-series-episode-080-son-of-the-return-of-the-fly/. Läst 14 december 2015.
21. ↑  "Master Splinter" (3 mars 2012). ”1990 Original Fred Wolf Series – Episode 081 (Raphael Knocks 'em Dead)” (på engelska). Mutant Ooze. http://mutantooze.org/wiki/1990-original-fred-wolf-series-episode-081-raphael-knocks-them-dead/. Läst 14 december 2015.
22. ↑  "Master Splinter" (3 mars 2012). ”1990 Original Fred Wolf Series – Episode 082 (Bebop and Rocksteady Conquer the Universe)” (på engelska). Mutant Ooze. http://mutantooze.org/wiki/1990-original-fred-wolf-series-episode-082-bebop-rocksteady-conquer-the-universe/. Läst 14 december 2015.
23. ↑  "Master Splinter" (3 mars 2012). ”1990 Original Fred Wolf Series – Episode 083 (Raphael Meets His Match)” (på engelska). Mutant Ooze. http://mutantooze.org/wiki/1990-original-fred-wolf-series-episode-083-raphael-meets-his-match/. Läst 14 december 2015.
24. ↑  "Master Splinter" (5 mars 2012). ”1990 Original Fred Wolf Series – Episode 084 (Slash: The Evil Turtle from Dimension X)” (på engelska). Mutant Ooze. http://mutantooze.org/wiki/1990-original-fred-wolf-series-episode-084-slash-the-evil-turtle-from-dimension-x/. Läst 14 december 2015.
25. ↑  "Master Splinter" (5 mars 2012). ”1990 Original Fred Wolf Series – Episode 085 (Leonardo Lightens Up)” (på engelska). Mutant Ooze. http://mutantooze.org/wiki/1990-original-fred-wolf-series-episode-085-leonardo-lightens-up/. Läst 14 december 2015.
26. ↑  "Master Splinter" (5 mars 2012). ”1990 Original Fred Wolf Series – Episode 086 (Were-Rats from Channel 6)” (på engelska). Mutant Ooze. http://mutantooze.org/wiki/1990-original-fred-wolf-series-episode-086-were-rats-from-channel-six/. Läst 14 december 2015.
27. ↑  "Master Splinter" (5 mars 2012). ”1990 Original Fred Wolf Series – Episode 087 (Funny, They Shrunk Michaelangelo)” (på engelska). Mutant Ooze. http://mutantooze.org/wiki/1990-original-fred-wolf-series-episode-087-funny-they-shrunk-michaelangelo/. Läst 14 december 2015.
28. ↑  "Master Splinter" (5 mars 2012). ”1990 Original Fred Wolf Series – Episode 088 (The Big Zipp Attack)” (på engelska). Mutant Ooze. http://mutantooze.org/wiki/1990-original-fred-wolf-series-episode-088-the-big-zipp-attack/. Läst 14 december 2015.
29. ↑  "Master Splinter" (5 mars 2012). ”1990 Original Fred Wolf Series – Episode 089 (Donatello Makes Time)” (på engelska). Mutant Ooze. http://mutantooze.org/wiki/1990-original-fred-wolf-series-episode-089-donatello-makes-time/. Läst 14 december 2015.
30. ↑  "Master Splinter" (5 mars 2012). ”1990 Original Fred Wolf Series – Episode 090 (Farewell, Lotus Blossom)” (på engelska). Mutant Ooze. http://mutantooze.org/wiki/1990-original-fred-wolf-series-episode-090-farewell-lotus-blossom/. Läst 14 december 2015.
31. ↑  "Master Splinter" (5 mars 2012). ”1990 Original Fred Wolf Series – Episode 091 (Rebel Without a Fin)” (på engelska). Mutant Ooze. http://mutantooze.org/wiki/1990-original-fred-wolf-series-episode-091-rebel-without-a-fin/. Läst 14 december 2015.
32. ↑  "Master Splinter" (5 mars 2012). ”1990 Original Fred Wolf Series – Episode 092 (The Adventures of Rhino-Man)” (på engelska). Mutant Ooze. http://mutantooze.org/wiki/1990-original-fred-wolf-series-episode-092-adventures-of-rhino-man/. Läst 14 december 2015.
33. ↑  "Master Splinter" (5 mars 2012). ”1990 Original Fred Wolf Series – Episode 093 (Michaelangelo Meets Bugman)” (på engelska). Mutant Ooze. http://mutantooze.org/wiki/1990-original-fred-wolf-series-episode-093-michaelangelo-meets-bugman/. Läst 14 december 2015.
34. ↑  "Master Splinter" (5 mars 2012). ”1990 Original Fred Wolf Series – Episode 094 (Poor Little Rich Turtle)” (på engelska). Mutant Ooze. http://mutantooze.org/wiki/1990-original-fred-wolf-series-episode-094-poor-little-rich-turtle/. Läst 14 december 2015.
35. ↑  "Master Splinter" (5 mars 2012). ”1990 Original Fred Wolf Series – Episode 095 (What's Michaelangelo Good For?)” (på engelska). Mutant Ooze. http://mutantooze.org/wiki/1990-original-fred-wolf-series-episode-095-whats-michaelangelo-good-for/. Läst 14 december 2015.
36. ↑  "Master Splinter" (5 mars 2012). ”1990 Original Fred Wolf Series – Episode 096 (The Dimension X Story)” (på engelska). Mutant Ooze. http://mutantooze.org/wiki/1990-original-fred-wolf-series-episode-096-the-dimension-x-story/. Läst 14 december 2015.
37. ↑  "Master Splinter" (5 mars 2012). ”1990 Original Fred Wolf Series – Episode 097 (Donatello's Degree)” (på engelska). Mutant Ooze. http://mutantooze.org/wiki/1990-original-fred-wolf-series-episode-097-donatellos-degree/. Läst 14 december 2015.
38. ↑  "Master Splinter" (5 mars 2012). ”1990 Original Fred Wolf Series – Episode 098 (The Big Cufflink Caper!)” (på engelska). Mutant Ooze. http://mutantooze.org/wiki/1990-original-fred-wolf-series-episode-098-the-big-cufflink-caper/. Läst 14 december 2015.
39. ↑  "Master Splinter" (5 mars 2012). ”1990 Original Fred Wolf Series – Episode 099 (Leonardo VS Tempestra)” (på engelska). Mutant Ooze. http://mutantooze.org/wiki/1990-original-fred-wolf-series-episode-099-leonardo-versus-tempestra/. Läst 14 december 2015.
40. ↑  "Master Splinter" (5 mars 2012). ”1990 Original Fred Wolf Series – Episode 100 (Splinter Vanishes)” (på engelska). Mutant Ooze. http://mutantooze.org/wiki/1990-original-fred-wolf-series-episode-100-splinter-vanishes/. Läst 14 december 2015.
41. ↑  "Master Splinter" (5 mars 2012). ”1990 Original Fred Wolf Series – Episode 101 (Raphael Drives 'em Wild)” (på engelska). Mutant Ooze. http://mutantooze.org/wiki/1990-original-fred-wolf-series-episode-101-raphael-drives-em-wild/. Läst 14 december 2015.
42. ↑  "Master Splinter" (5 mars 2012). ”1990 Original Fred Wolf Series – Episode 102 (Beyond the Donatello Nebula)” (på engelska). Mutant Ooze. http://mutantooze.org/wiki/1990-original-fred-wolf-series-episode-102-beyond-the-donatello-nebula/. Läst 14 december 2015.
43. ↑  "Master Splinter" (5 mars 2012). ”1990 Original Fred Wolf Series – Episode 103 (Big Bug Blunder)” (på engelska). Mutant Ooze. http://mutantooze.org/wiki/1990-original-fred-wolf-series-episode-103-the-big-bug-blunder/. Läst 14 december 2015.
44. ↑  "Master Splinter" (5 mars 2012). ”1990 Original Fred Wolf Series – Episode 104 (The Foot Soldiers Are Revolting)” (på engelska). Mutant Ooze. http://mutantooze.org/wiki/1990-original-fred-wolf-series-episode-104-the-foot-soldiers-are-revolting/. Läst 14 december 2015.
45. ↑  "Master Splinter" (5 mars 2012). ”1990 Original Fred Wolf Series – Episode 105 (Unidentified Flying Leonardo)” (på engelska). Mutant Ooze. http://mutantooze.org/wiki/1990-original-fred-wolf-series-episode-105/. Läst 14 december 2015.